# Kościół św. Katarzyny w Oleśnie
Kościół świętej Katarzyny – zabytkowy, rzymskokatolicki kościół parafialny, znajdujący się w Oleśnie, w województwie małopolskim, w powiecie dąbrowskim. Kościół należy do parafii św. Katarzyny w Oleśnie w dekanacie Dąbrowa Tarnowska, diecezji tarnowskiej.
Autorem projektu przebudowy kościoła w 1909 roku, prawdopodobnie jest architekt Jan Sas-Zubrzycki. Kościół został wpisany do rejestru zabytków nieruchomych województwa małopolskiego.

## Historia
Obecna świątynia została wzniesiona w 1765 roku, dzięki staraniom księdza Jana Drobińskiego. W 1909 roku budowla została przekształcona, przeorientowana i rozbudowana. Rozebrano wówczas prezbiterium, nawa została zamieniona na prezbiterium, przedsionek na zakrystię, natomiast od strony wschodniej został dobudowany trzynawowy korpus. Po raz pierwszy świątynia była konsekrowana w 1824 roku przez biskupa tarnowskiego Grzegorza Tomasza Zieglera, ponownie kościół konsekrował po rozbudowie w 1910 roku biskup tarnowski Leon Wałęga.

## Architektura i wnętrze
Budynek nosi cechy stylów: barokowego i neobarokowego, został wzniesiony z cegły z użyciem kamienia i jest otynkowany. Budowla jest trzynawowa, bazylikowa, posiada prostokątne prezbiterium, przy którym od strony północnej mieści się kaplica, od strony południowej przedsionek, natomiast od strony zachodniej zakrystia. Prezbiterium nakrywa strop płaski, nawę główną sklepienie kolebkowe z lunetami na gurtach, nawy boczne nakrywają sklepienia żaglaste. Na zewnątrz ściany posiadają podziały pilastrowe. Neobarokowa fasada wschodnia jest rozczłonkowana pilastrami, ozdobiona spływami wolutowymi w dwóch górnych kondygnacjach i zwieńczona trójkątnym szczytem z krzyżem. Prezbiterium i nawa główna posiadają dachy dwuspadowe, nawy boczne mają dachy pulpitowe. Nad korpusem jest umieszczona neobarokowa wieżyczka na sygnaturkę z latarnią. Kaplicę św. Trójcy nakrywa kopuła na pendentywach z latarnią. W kopule znajduje się osiem malowanych tarcz herbowych pochodzących z XVIII wieku. W prezbiterium i korpusie nawowym jest umieszczona polichromia o motywach ornamentalnych i figuralnych powstała w latach 1959–1960, której autorami są Stanisław Westwalewicz i Jakub Bereś.
Ołtarz główny, w stylu rokokowym, pochodzi z 2. połowy XVIII wieku i jest ozdobiony rzeźbami świętych Piotra i Pawła, znajdował się wcześniej w krakowskim kościele św. Szczepana. W ołtarzu znajduje się również obraz św. Katarzyny z XIX wieku. Dwa ołtarze boczne w stylu rokokowym powstały w 2. połowie XVIII wieku, pozostałe w stylu neobarokowym, pochodzą z początku XX wieku. W ołtarzu w kaplicy był umieszczony obraz Chrystusa Ukrzyżowanego, którego autorem jest Jacek Malczewski. W tęczy znajduje się krucyfiks z aniołem, w stylu późnobarokowym, powstały w XVIII wieku. Chrzcielnica z pokrywą w kształcie świątynki, w stylu późnorenesansowym pochodzi z XVII wieku. Dwie ławy kolatorskie z malowanymi na zapleckach scenami z życia św. Norberta, herbem Ślepowron i posągami świętych, w stylu późnorenesansowym powstałe w XVII wieku, pochodzą z kościoła św. Szczepana w Krakowie. Konfesjonał w stylu rokokowym. Organy o 8 piszczałkach, wykonała w 1897 roku firma Rieger-Jaegerndorf.